# 中村一明
中村 一明（なかむら かずあき、1932年 - 1987年8月12日）は、日本の地球科学者。専門は地質学・火山学。

## 来歴・人物
東京生まれ。東京都立日比谷高等学校、東京大学理学部卒業。1964年 東京大学地震研究所助手、1966年 理学博士（東大）、「Volcano-stratigraphic study of Oshima Volcano, Izu(伊豆大島火山の火山層位学的研究)」。  
1985年 東京大学地震研究所教授。
主に伊豆大島火山を例にとり、火山とプレートテクトニクスや、プレート運動と地震との関連性を研究。
2006年6月、ドイツで開催された大洋水深総図プロジェクト海底地名小委員会にて、伊豆・小笠原海溝にある海山が一明海山(Kazuaki Seamount)と名付けられた。

## 著書
- 中村一明 『火山の話』 岩波書店〈岩波新書〉、1978年、ISBN 4-00-420035-0。
- 平朝彦・中村一明編 『日本列島の形成 - 変動帯としての歴史と現在』 岩波書店、1986年、ISBN 4-00-005761-8。
- 中村一明 『火山とプレートテクトニクス』 東京大学出版会、1989年、ISBN 4-13-061105-4。